# Tophit
Tophit è una piattaforma per l'aggregazione, distribuzione e promozione di contenuti musicali digitali. Autori, artisti, produttori ed etichette discografiche caricano le loro opere sul sito di Tophit. Le stazioni radio e i canali televisivi possono esaminare i brani caricati e scaricare quelli che ritengono adatti alla messa in onda. I rappresentanti delle etichette monitorano nuovi artisti e brani tramite Tophit per individuare i più interessanti con cui collaborare ulteriormente.
Dal 2013 vengono conferiti i Tophit Music Awards, con il fine di premiare gli artisti più ascoltati dal pubblico russo e quelli di maggior successo a livello radiofonico nella Federazione Russa.

## Descrizione

### Formazione del database di contenuti Tophit
Produttori e titolari di diritti di contenuti musicali, registrandosi su Tophit, caricano le loro nuove opere, fonogrammi e video musicali sulla piattaforma. Il database di contenuti Tophit è organizzato in due sezioni principali: "Music Arrivals" (con 600-800 nuovi brani pubblicati negli ultimi due mesi) e "Golden Hits" (oltre 200.000 successi radiofonici degli ultimi 30 anni). Circa il 60% di questi brani è in inglese, mentre i rimanenti sono in russo, spagnolo, tedesco, rumeno, ucraino, coreano e altre lingue.

### Monitoraggio dell'airplay: Tophit Spy
Tophit Spy è un sistema automatizzato di monitoraggio dell'airplay progettato per identificare i brani più frequentemente trasmessi. Operando 24 ore su 24, TopHit Spy monitora le trasmissioni di oltre 2.500 stazioni radio in 45 paesi e raccoglie statistiche di streaming da Spotify e YouTube.
I dati raccolti da Tophit Spy forniscono ad autori, artisti e titolari dei diritti su Tophit statistiche dettagliate sull'airplay e lo streaming delle loro opere e registrazioni. Inoltre, generano classifiche complete dell'airplay e dello streaming.
Il servizio automatizzato di Tophit, Tophit Spy, è finalizzato al monitoraggio delle trasmissioni musicali delle stazioni radio partner e alla generazione di statistiche sull'airplay. Questi dati vengono utilizzati per formare classifiche radiofoniche e sono disponibili classifiche simili per YouTube e Spotify. Vengono fornite statistiche dettagliate sull'esecuzione di ogni brano ai titolari dei diritti — artisti, autori, editori ed etichette.

### Test dei nuovi brani
Dal 2009, Tophit ha introdotto il test online per tutti i nuovi brani. Sulla Homepage e nella sezione "Music Arrivals" di Tophit, tutti i nuovi brani vengono sottoposti a test. La procedura di test prevede l'ascolto di una breve versione demo di un nuovo brano e la possibilità di esprimere un voto di “mi piace” o “non mi piace.”
Nel calcolare il punteggio di un brano, Tophit considera sia i parametri del brano sia i profili delle stazioni radio o delle etichette che lo valutano. I punteggi delle stazioni radio, piattaforme di streaming e etichette hanno un peso maggiore. Dopo 2-3 giorni di test, ogni brano riceve una valutazione su una scala da 1 a 10.
L'obiettivo principale del test è di aiutare i creatori e i titolari dei diritti a valutare in modo obiettivo il potenziale dei loro successi prima della pubblicazione, selezionando per la promozione quei brani che hanno ottenuto i migliori riscontri e valutazioni dai professionisti del settore musicale e dai media.
Tutti i punteggi preliminari dei brani su Tophit hanno una "data di scadenza" limitata. Se un brano non ottiene passaggi in radio o successo online entro sei mesi dal test su Tophit, il suo punteggio di "test" viene azzerato. I punteggi successivi aumentano solo in base all'accumulo di airplay radiofonico, visualizzazioni su YouTube e streaming su piattaforme come Spotify. Pertanto, i punteggi più alti appartengono ai brani che hanno ottenuto il maggior numero di passaggi radiofonici, visualizzazioni su YouTube e streaming su Spotify.

### Distribuzione dei brani e promozione degli artisti
I brani promettenti vengono scaricati dalle stazioni radio, inseriti nelle loro librerie musicali e messi in rotazione. Autori, artisti ed etichette possono consultare statistiche dettagliate sulle attività delle stazioni radio riguardo ai loro contenuti.
I rappresentanti delle etichette utilizzano le classifiche e le statistiche musicali di Tophit per monitorare l'emergere di nuova musica e artisti interessanti, contattando successivamente i rappresentanti degli artisti per discutere possibili opportunità di collaborazione.

### Classifiche musicali di Tophit
Basandosi sui dati raccolti, Tophit pubblica classifiche di airplay e streaming per Stati Uniti, Regno Unito, Spagna, Germania, Polonia, Lituania, Lettonia, Estonia, Russia, Bielorussia, Kazakistan, Ucraina, Moldavia e Romania. La piattaforma pubblica anche classifiche consolidate che riflettono le statistiche di airplay e streaming di tutti i paesi in cui opera Tophit, includendo dati da YouTube e Spotify.
Le classifiche di Tophit sono suddivise in Radio Charts, YouTube Charts, Spotify Charts e l’All Media Chart, che utilizza sia i dati di airplay che di streaming. Le posizioni in classifica possono rappresentare brani/video ("singles chart") o artisti ("artists chart").
Le classifiche di Tophit vengono aggiornate settimanalmente, mensilmente, trimestralmente, annualmente e ogni dieci anni. Gli abbonati a Tophit hanno accesso a report (classifiche) per singole stazioni radio, classifiche estese fino a 500 posizioni e classifiche per periodi in corso, come settimana, mese e anno attuali.
La sezione Tophit Golden Hits (archivio musicale) è formattata come una classifica consolidata dei singoli più popolari del XXI secolo.